# 小薹草
小薹草（学名：Carex parva）是莎草科薹草属的植物。分布于天山地区、喜马拉雅地区以及中国大陆的青海、甘肃、陕西、西藏、云南等地，生长于海拔2,300米至4,400米的地区，见于山坡、林缘、沼泽和河滩湿地，目前尚未由人工引种栽培。